# Bulbophyllum flabellum-veneris
Bulbophyllum flabellum-veneris (J.Koenig) Aver., 2003 è una pianta della famiglia dell Orchidacee, originaria dell'Asia Orientale.

## Descrizione
È un'orchidea di piccole dimensioni con crescita epifita e occasionalmente litofita. B. flabellum-veneris presenta un rizoma legnoso da cui si dipartono, ogni circa 5 centimetri gli pseudobulbi che sono a forma conica, con 5 coste angolari, lucidi, di colore verde pallido e portano al loro apice una singola foglia eretta, dotata di un corto picciolo, di forma oblunga, ottusamente bilobata all'apice.
La fioritura avviene dall'estate all'autunno, mediante 2 o 3 infiorescenze derivanti dallo pseudobulbo maturo, lunghe mediamente da 15 a 22 centimetri, di colore viola, con 2 o 3 brattee floreali rossastre a forma lanceolata e recante da 11 a 13 fiori raccolti in un'ombrella. I fiori sono grandi 2 o 3 centimetri, di colore mediamente rosso viola, la cui parte più evidente è il labello, molto più grande del resto del fiore; i labelli dei vari fiori dell'infiorescenza richiamano nell'insieme un ventaglio, da cui il nome della specie che significa proprio ventaglio di Venere.

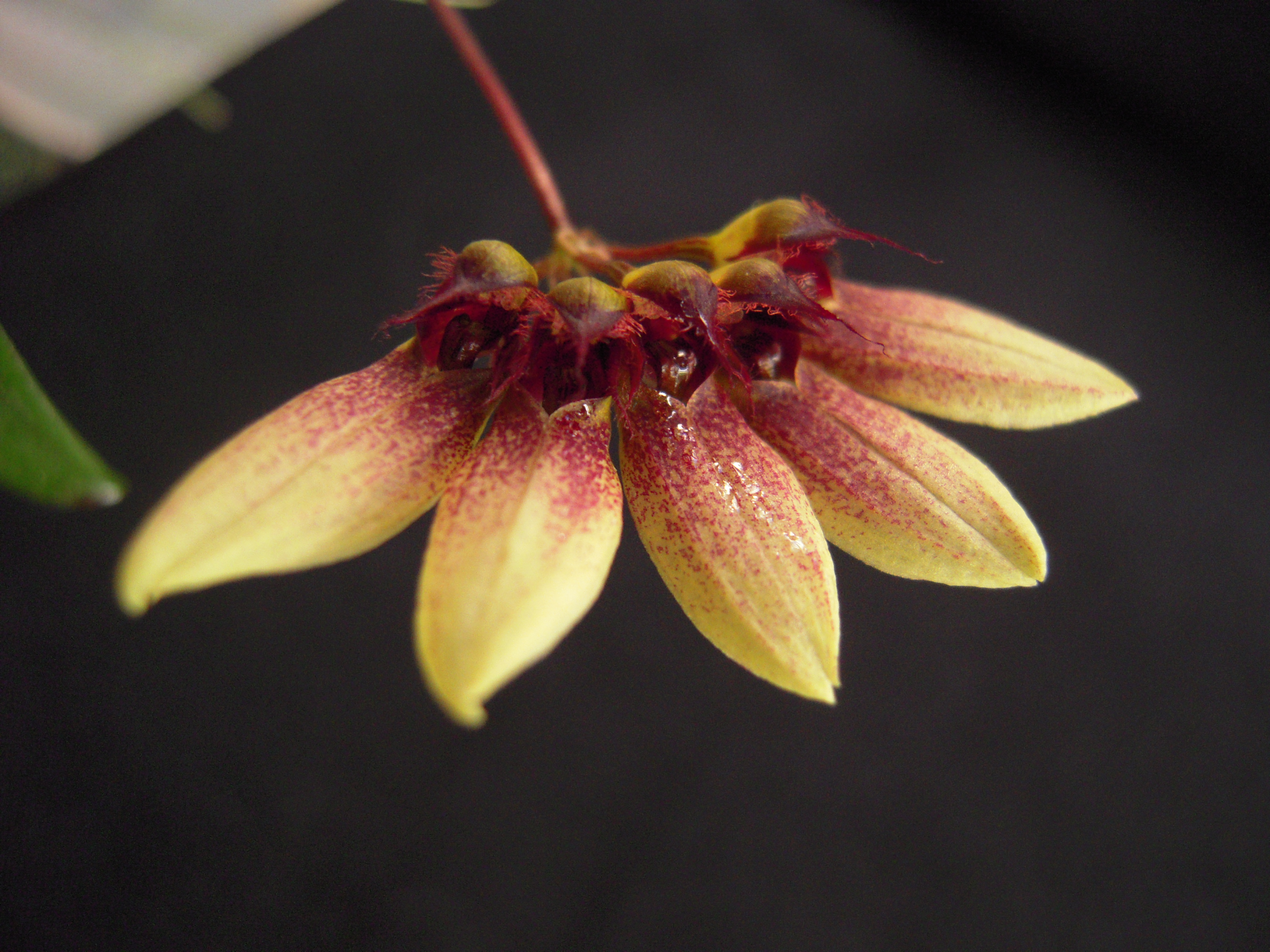
Bulbophyllum flabellum-veneris è a forma di ventaglio

## Distribuzione e habitat
La specie è originaria dell'Asia Orientale, in particolare di India, Myanmar, Laos, Thailandia, Malaysia peninsulare, Cambogia, Vietnam e Indonesia  dove cresce epifita sugli alberi di foreste semi-decidue e occasionalmente litofita su rocce coperte di muschio, a quote comprese tra da 300 a 1000 metri sul livello del mare.

## Sinonimi
Epidendrum flabellum-veneris J.Koenig, 1791

Cirrhopetalum flabellum-veneris (J.Koenig) Seidenf. & Ormerod, 1995

Ephippium lepidum Blume, 1825

Cirrhopetalum gamosepalum Griff., 1851

Bulbophyllum griffithianum C.S.P.Parish & Rchb.f., 1874, nom. illeg.

Phyllorkis gamosepala (Griff.) Kuntze, 1891

Bulbophyllum lepidum var. angustum Ridl., 1896

Cirrhopetalum ciliatum Klinge, 1898

Bulbophyllum lepidum (Blume) J.J.Sm., 1905

Bulbophyllum umbellatum J.J.Sm., 1905, nom. illeg.

Cirrhopetalum lepidum (Blume) Schltr., 1911

Bulbophyllum gamosepalum (Griff.) J.J.Sm., 1912

Bulbophyllum lepidum var. insigne J.J.Sm., 1920

Bulbophyllum viscidum J.J.Sm., 1920

Cirrhopetalum siamense Rolfe ex Downie, 1925

Cirrhopetalum stramineum var. purpureum Gagnep., 1932

Bulbophyllum rolfeanum (Rolfe ex Downie) Seidenf. & Smitinand, 1961

Cirrhopetalum gagnepainii Guillaumin, 1964

Cirrhopetalum viscidum (J.J.Sm.) Garay, 1994

Bulbophyllum obtusiangulum Z.H.Tsi, 1995

## Coltivazione
Questa pianta è bene coltivata in cesti appesi contenenti materiale organico per assicurare buona circolazione d'aria alle radici, richiede inoltre annaffiature regolari, fertilizzanti, alta umidità ed esposizione a mezz'ombra, oltre che temperature calde per tutto l'anno, in particolare all'epoca della fioritura.